# Colombine du Pacifique
Chalcophaps longirostris
Espèce
Statut de conservation UICN

 LC  : Préoccupation mineure
La Colombine du Pacifique (Chalcophaps longirostris) est une espèce d'oiseaux appartenant à la famille des Columbidae.

## Description
Cet oiseau ressemble à la Colombine turvert mais sa tête est entièrement marron pourpre, le mâle est légèrement plus grand avec une coloration moins rouge vineux tandis que la femelle présente une tache blanche sur chaque épaule.

## Répartition et sous-espèces
- Chalcophaps longirostris timorensis
- Chalcophaps longirostris longirostris
- Chalcophaps longirostris rogersi
- ''Chalcophaps longirostris sandwichensis – île Santa Cruz, Vanuatu, Grande Terre et îles Loyauté (Nouvelle-Calédonie)

## Nidification
La reproduction tend à se produire au printemps ou au début de l'été dans le sud de l'Australie et vers la fin de la saison sèche dans le nord.